# Occhi da orientale - Il meglio di Daniele Silvestri
Occhi da orientale - Il meglio di Daniele Silvestri è un album raccolta con 3 inediti di Daniele Silvestri, pubblicato nel 2000.

## Tracce
1. Occhi da orientale - 3:54 (inedito)
2. Il flamenco della doccia - 4:16
3. Voglia di gridare - 4:17
4. Idiota - 3:37
5. Le cose in comune - 4:16
6. L'Y10 bordeaux - 4:32
7. Frasi da dimenticare - 4:45
8. L'uomo col megafono - 4:46
9. Cohiba - 5:16
10. Hold Me - 3:57
11. Banalità - 3:40
12. Amore mio - 3:24
13. Aria - 4:10
14. Giro in si - 4:29
15. Cuore di cera - 4:34 (inedito)
16. Testardo - 4:01 (inedito)

## Formazione
- Daniele Silvestri – voce, chitarra classica, pianoforte, tastiera
- Maurizio Filardo – chitarra
- Emanuele Brignola – basso
- Piero Monterisi – batteria
- Paolo Zampini – chitarra, flauto, percussioni, tastiera
- Max Gazzè – basso
- Simone Prattico – batteria
- Sandro Di Paolo – viola
- Enrico Guerzoni – violoncello
- Lee De Carlo – tromba

## Classifiche
| Classifica (2000) | Posizione massima |
| ----------------- | ----------------- |
| Italia            | 34                |